# 玉城マイ
玉城 マイ（たまき まい、1992年2月11日 - ）は、日本のパチンコライター・グラビアアイドル・AV女優。

## 人物・来歴
群馬県出身。2013年にデビュー。サンケイスポーツでのパチンココラムの連載やグラビアなど多方面で活動。ZAK THE QUEEN 2013にも出場。
2014年1月、アイデアポケット専属女優としてAVデビュー。
乃木坂46のファンでライヴを聴きに行ったこともある。推しメンは生田絵梨花と白石麻衣。

## 出演

### テレビ
- 深夜土曜の3回（2013年4月、TBS） - 再現VTR
- レオ子とゼットンのReady Steady Go! #81・82（2013年10月、パチ・スロ サイトセブンTV）
- パチテレ!登龍門 #29（2013年11月）
- 旅ヌード[4]（2014年3月5 - 26日、テレビ東京）共演:小島みなみ、並木優
- エハラマサヒロのパチバラⅡ（2015年4月 - 、エンタメ〜テレ）
- エハラマサヒロのパチバラ4.5 (エンタメーテレ)
- 第1回パラダイステレビ的エロゲーム実況生放送（2016年2月11日、パラダイステレビ） - MC[5]
- ビ〜チ9（2016年3月、テレビ埼玉）※マンスリーゲスト
- 第2回パラダイステレビ的エロゲーム実況生放送（2016年9月1日、パラダイステレビ） - MC[6]

### 雑誌・新聞
- 週刊プレイボーイ（2013年6月・2014年1月、集英社）『或る女、マイ。』、『初脱ぎ金ノ玉ヌード』
- サンケイスポーツ大阪（2013年6月 - ）パチンココラム連載中
- パチンコ十番勝負（2013年7月 - 、双葉社）パチンココラム連載中
- FLASH『自堕落に生きた代償』（2013年12月10日、光文社）
- 週刊現代（2014年1月、講談社）袋とじグラビア
- 月刊BX（2014年1月、）袋とじ

### オリジナルビデオ
- セクシャルダイナマイトヒロイン23 バトル・オブ・デス 国際犯罪捜査官メイファー編（2017年12月22日、ZENピクチャーズ） - 凄腕捜査官メイファー役

### 映画
- 美人妻覚醒　破られた貞操（2016年10月7日、オーピー映画） - 前川さやか 役[7]

### イベント
- P.P.P. 〜今夜はプ女子パーティーでイっちゃうぞバカヤロー！inパラダイス〜佐倉絆プロレス女子入門！ 玉城マイ＆澁谷果歩がビシビシ鍛える120分一本勝負！（2016年11月4日、新宿レフカダ）[8]

## 作品

### アダルトビデオ
2014年
- FIRST IMPRESSION 76（1月1日、アイデアポケット）※DVD&BD
- 玉城マイの濃厚な接吻とSEX（2月1日、アイデアポケット）
- 制服美少女 美少女がヤリまくる学園エロストーリー（3月1日、アイデアポケット）
- 隣の女子大生はSEXが大好き（4月1日、アイデアポケット）
- DIGITAL CHANNEL DC116（5月1日、アイデアポケット）
- BLACK FUCK（6月1日、アイデアポケット）
- お漏らし失禁メイ奴隷 従順美少女メイドの恥虐の失禁調教日記（7月19日、アイデアポケット）
- 100人斬り ついでに大量ゴックンしちゃいました!（9月19日、アイデアポケット）
- パイパン中出しフルマラソン グラドル美少女｢玉城マイ｣がまさかの生姦ガチ中出し&パイパンW解禁!!（10月19日、アイデアポケット）
- SWEET BOX8時間（11月19日）※総集編
- 激突き!!ごっくんイラマチオ 喉マ○コずぼずぼ!涙ポロポロ!涎だらだら!嗚咽オエオエ!（12月19日、アイデアポケット）

2015年
- アナタ目線でラブイチャ中出しSEX ボクとマイの甘〜い中出し性活 今日はマイの中にたっぷりザーメン出してね（1月19日、アイデアポケット）
- 10発中出しされるまで帰れません! 性欲みなぎるオジサンと1泊2日の連続ナマ中出し性活!（2月19日、アイデアポケット）
- 若すぎた未亡人 22歳の色香（3月5日、ヒビノ）
- 淫語女子アナ 6 下半身丸出し淫語STATION（3月5日、ROCKET）共演:渋谷美希、小川奈緒
- 受付嬢in... (脅迫スイートルーム)（3月6日、ドリームチケット）
- 義父と嫁（3月7日、マドンナ）
- 修学旅行で調子に乗って女子の部屋をドキドキ訪問!見回りの先生から隠れた布団の中で、大好きなアイツとまさかの密着状態!エロい空気が連鎖し、拡散した一夜限りのハメ外しに完全密着!（3月27日、SCOOP）共演:佳苗るか、陽木かれん、青木みゆ、舞川ゆりな、牧瀬愛
- マジックミラー号 「早漏に悩む男性の暴発改善のお手伝いしてくれませんか?」 街中で声をかけた心優しい看護学生・保母さんが敏感チ○ポを励まし互いに何度も気持ちよくなる連続射精SEX!!（4月9日、SODクリエイト）※「マナ」名義　他出演:ナオコ、カナコ、サキ
- ガマン出来ない肉食系痴女 4時間 6（4月10日、BAZOOKA）他出演:初美沙希、水樹りさ、冴島夏希、上原亜衣
- あのYoutuberがAVデビュー・マイ  アイドルは絶対っ、濡れないの!!!!（5月7日、桃太郎映像出版）
- 義父に夜這いされ夫に内緒で調教される嫁（5月9日、ヒビノ）
- マジックミラー号で片想いの女性とのセックス距離を縮めます! 職場の上司と部下OLが2人っきりの野球拳 初めて見せ合う互いのハダカに嬉し恥ずかし初合体♥ 2（5月21日、SODクリエイト）※「めぐみ」名義　他出演:まい、さき
- Breaking Acme 〜～偽密偵残酷イキ地獄 ACT2〜（5月25日、Baby Entertainment）
- 完全2時間16射精ノーカット ギャング・バング!! 無法痴態 あの有名YouTuber・マイ（6月7日 桃太郎映像出版）
- 美少女戦士セーラーレジェンドV 前編（6月12日、GIGA）共演:星空もあ、あやね遥菜、高山えみり、竹内真琴、真木今日子、鳴月らん
- ヒロイン討伐 Vol.71（6月12日、GIGA）共演:高山えみり
- 逆愛人契約! 中出し10発するまで許さない淫乱痴女 2（6月12日、BAZOOKA）他出演:千乃あずみ、大槻ひびき、二宮ナナ
- 極限アクメ 電動ドリルバイブ 放置地獄（6月13日、Baby Entertainment）他出演:大槻ひびき、茜梨乃、希咲あや、吉田花、香坂澪、坂下えみり、相沢れおな、仲間智美、鳴海すず
- 本気汁!マジイキ!淫語連発!!性癖全開放!!焦らして焦らして性欲剥き出し絶叫失神の野獣SEX（6月13日、HERO）
- 抜かずの14発中出しされた精子をごっくん（6月21日、EROTICA）
- 美少女戦士セーラーレジェンドV 後編（6月26日、GIGA）共演:星空もあ、あやね遥菜、高山えみり、竹内真琴、真木今日子、鳴月らん
- 真正中出しインモラルゲーム（7月3日、モブスターズ）
- レズに堕ちていく私 〜一寸先はレズ地獄〜（7月7日、ビビアン）
- 凌辱ヒロイン セーラー戦士 中出し輪姦（7月24日、TMA）共演:紺野ひかる、佳苗るか、大槻ひびき、杏咲望
- 可愛すぎるランジェリー娘5人と中出し性交（8月7日、TMA）他出演:紺野ひかる、佳苗るか、大槻ひびき、杏咲望
- 愛人×人妻×濃厚接吻（8月14日、BAZOOKA）他出演:大槻ひびき、千乃あずみ、早川瑞希、舞川ゆりな
- 寝たふり痴漢エステ（9月4日、ドリームチケット）他出演:野宮さとみ、司ミコト、百合川さら、小口田桂子
- バレたらヤバイ状況で密着しながら挑発してくる女たち 2（9月4日、OFFICE K’S）他出演:水城奈緒、橘優花、八束みこと、北川エリカ、江上しほ
- 上手すぎる騎乗位 欲求不満の働く女たちは激しいグラインドや杭打ちピストンで男を犯す!!（9月4日、OFFICE K’S）他出演:水城奈緒、北川エリカ
- 新パックリまんこアップ（9月4日、DOup）他出演:伊東真緒、真名瀬りか、小谷みく、西条沙羅、綾瀬ナミ、小宮山ゆき、白石みお、鳴月らん、白河里奈
- 黒き魔装の誘惑9　美少女仮面オーロラフェアリー＆ウィンドー（2016年2月26日）

2017年
- 若妻デリヘル盗撮（1月20日、ネクストイレブン）
- 素人娘公開飲尿 お姉さんのオシッコ飲ませてください（1月20日、サルトル映像出版）
- スポーツジム凌辱占拠 欲望のまま犯され抵抗できず絶頂させられる女たち（2月16日、ナチュラルハイ）
- クイズ おならで答えて！完全版～目指せ！海外旅行（2月19日、パラダイステレビ）共演:初芽里奈、安里泉水、音凪りりこ
- 美人S痴女様の性処理SEX奴隷  Vol.03　玉城マイ 編（2月24日、ヤプーズマーケット）
- tokyo盗撮JKリフレ倶楽部盗撮（3月7日、デジタルアーク）他出演:里美まゆ、一ノ瀬夏摘、水谷杏、MIRANO、春川なのは
- アナル舐め好きの団地妻レズビアン 人妻たちの三角関係（5月25日、ビビアン）共演:西条沙羅、北川エリカ

## ウェブサイト
- SUPER J-CUP 2016　優勝予想大アンケート（2016年8月6日、SUPER J-CUP 2016公式サイト）[9]